# Облога Стейнвікхолма (1537)
Облога Стейнвікхолма — це облога замку Стейнвікхолм у Стьйордалі між військами католицького диякона Кнуда Педерсона Сканке та титулованого Торда Роеда.

## Облога

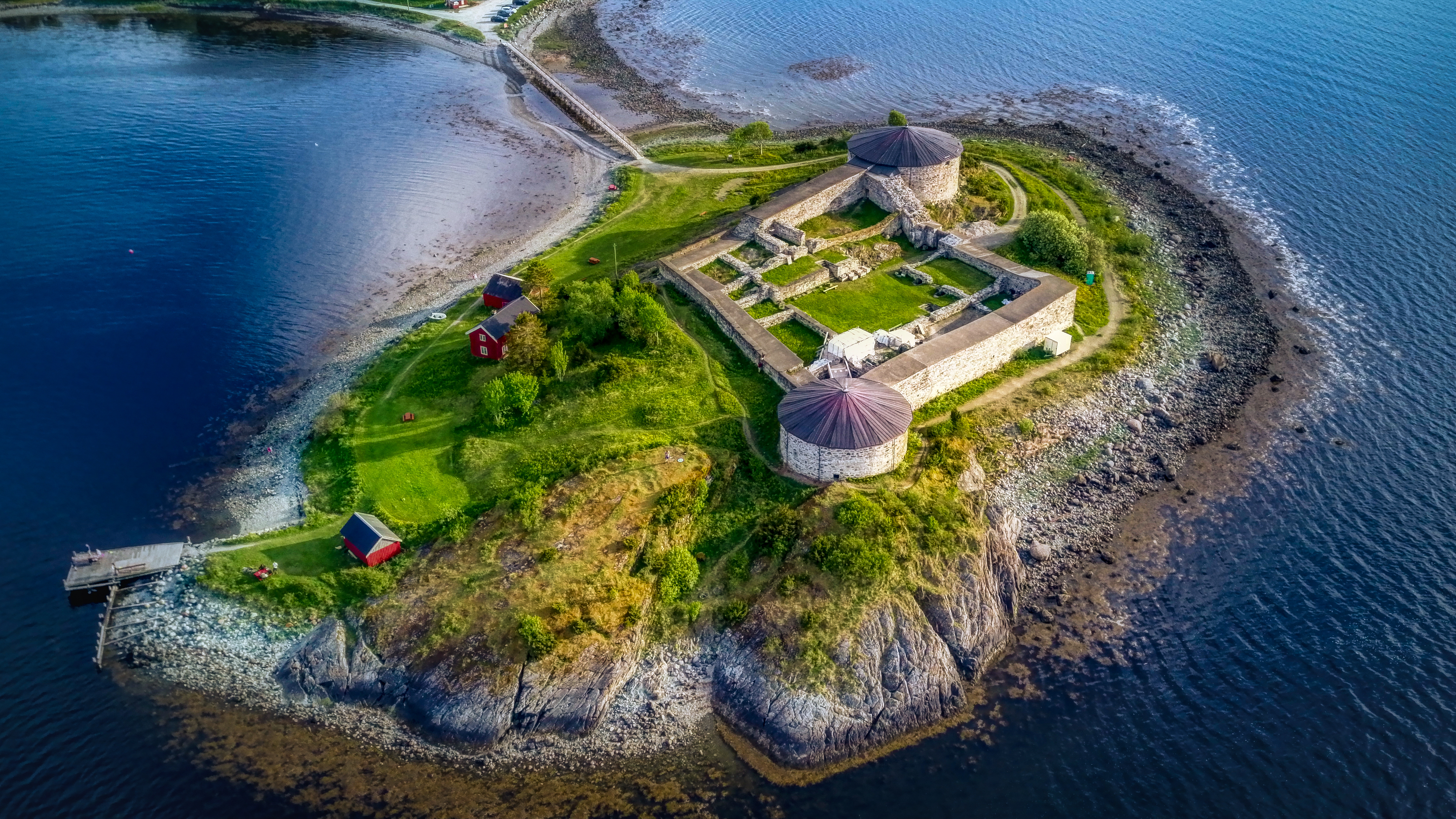
Замок Стейнвікхолм

Облога почалася у квітні після того, як архієпископ Норвегії Олав Енгельбректсон втік з країни. Протестантські війська взяли в облогу замок і здійснили морську блокаду фіорду. Захисники вдень і вночі стріляли з гармат і відмовили в кількох проханнях здатися протестантським військам. Але 17 травня все ж здалися. Причиною стали чутки, що Труїд Ульфстанд прямує до Тронгейма з Данії з армією в 1500 чоловік. Захисники передбачили неминучу капітуляцію; жодного із захисників не було покарано після капітуляції та помилувано за участь у повстанні. Кнуд Педерсон Сканке мав зберегти все своє майно, яке мав у замку, і посаду диякона.

## Наслідки
Умови були прийняті обложниками, а також офіційно визнані дворянами Труїдом Ульфстандом і Крістофером Хейтфельдтом 29 травня. Після цього католики були підкорені в Тренделагу та Північній Норвегії. Єдиний опір залишився в північній частині Східної Норвегії. У червні Труїд Ульфстанд вдерлися в цю частину країни й обложив Гамархус.